# La parola ai testimoni
La parola ai testimoni è il sesto album in studio del cantautore italiano Enrico Ruggeri, uscito nel settembre 1988.

## Il disco
Gli arrangiamenti, in stile elettronico tipicamente anni 80, sono curati da Michele Santoro, Enrico Ruggeri e Luigi Schiavone. Dario Gai con Ruggeri ha scritto la musica di Le luci della sera.
I testi, scritti tutti da Enrico Ruggeri, parlano di amori timidi (Piccola illusione, Il tempo (che immobile va), I ragazzi che volano via, La musica dell'inconscio), devoti (Marta che parla con Dio) o fugaci (La signora del tempo che vola, Tango delle donne facili, Le luci della sera) e di un soldato che con una lettera sogna la fine della guerra (Lettera dal fronte (Ta-pum)).
Il brano Inutile canzone, che parla di chi si sente una nullità, è incluso solo su MC e CD, mentre i brani Altro giro, altra corsa e Giorni randagi, che parlano di temi sociali, sono inclusi solo su CD: il primo fu pubblicato anche in un disco in vinile a 33 giri regalato agli spettatori dei concerti del tour del 1988 e il secondo, colonna sonora del film I giorni randagi, anche come 45 giri. Entrambi erano nel 33 giri della colonna sonora del citato film.
Del brano Marta che parla con Dio fu incisa una nuova versione su La vie en rouge e la stessa versione fu inserita in Cuore, muscoli e cervello.

### Copertina
La copertina, che si apre a libro, davanti vede in primo piano sette personaggi di diversa età ed estrazione sociale ripresi coi bagagli tra i binari ferroviari. Nel retro un sorridente ed elegante Enrico Ruggeri che cammina in una stazione, mentre nella parte centrale, Enrico Ruggeri con i suddetti personaggi all'interno di una carrozza di un treno. Inoltre nella plastica che sigilla l'album è stampato il tour teatrale del cantautore.

## Tracce LP[7]

### Lato A
1. La signora del tempo che vola – 4:13
2. Marta che parla con Dio – 4:07
3. Le luci della sera – 3:41
4. Tango delle donne facili – 4:31
5. Piccola illusione – 4:01

### Lato B
1. Lettera dal fronte (Ta-pum) – 5:17
2. Il tempo (che immobile va) – 4:12
3. I ragazzi che volano via – 4:19
4. La musica dell'inconscio – 5:43

## Tracce MC[8]

### Lato A
1. La signora del tempo che vola – 4:13
2. Piccola illusione – 4:01
3. Le luci della sera – 3:41
4. Tango delle donne facili – 4:31
5. Lettera dal fronte (Ta-pum) – 5:17

### Lato B
1. Inutile canzone – 4:15
2. Marta che parla con Dio – 4:07
3. Il tempo (che immobile va) – 4:12
4. I ragazzi che volano via – 4:19
5. La musica dell'inconscio – 5:43

## Tracce CD[9]
1. Inutile canzone – 4:15
2. La signora del tempo che vola – 4:14
3. Marta che parla con Dio – 4:07
4. Le luci della sera – 3:42
5. Tango delle donne facili – 4:31
6. Piccola illusione – 4:06
7. Giorni randagi – 4:21
8. Lettera dal fronte (Ta-pum) – 5:06
9. Il tempo (che immobile va) – 4:14
10. I ragazzi che volano via – 4:18
11. Altro giro, altra corsa – 4:57
12. La musica dell'inconscio – 5:43

## Formazione[10]
- Enrico Ruggeri – voce
- Luigi Schiavone – chitarra acustica, chitarra elettrica
- Stefania Schiavone – pianoforte
- Alberto Rocchetti – tastiera
- Renato Meli – basso
- Luigi Fiore – batteria
- Alessandro Centofanti – tastiera
- Claudio Bazzari – chitarra elettrica
- Michele Santoro – chitarra acustica, tastiera, pianoforte
- Carlo Pennisi – chitarra elettrica
- Max Costa – programmazione
- Vittorio Cosma – pianoforte
- Dino D'Autorio – basso
- Flaviano Cuffari – batteria
- Lorenzo Poli – basso
- Alfredo Golino – batteria
- Bruno De Filippi – armonica
- Andy Mackay – oboe, sax
- Claudio Wally Allifranchini – sassofono tenore
- Giancarlo Porro – sassofono baritono, sax alto
- Salvatore Scala, Giulia Fasolino, Paolo Erre, Giuseppe Gadau, Giacomo Doro – cori